# Elma van Haren
Elma van Haren (Roosendaal, 29 d'agost 1954) és una poetesa i artista visual que escriu en neerlandès.
El 1988 va ser la primera escriptora que va rebre el Premi C. Buddingh' per al recull De reis naar het welkom (El viatge cap a la benvinguda) i el 1997 va ser guardonada amb el premi de poesia Jan Campert per la seva obra Grondstewardess. El poema «Het schitterende» (el lluent) del recull Eskimoteren (2000) va ser triat com un dels millors poemes de l'any 2000.

## Obres destacades
- De reis naar het welkom (1988) (El viatge cap a la benvinguda), Premi C. Buddingh'
- Grondstewardess (1996), premi Jan Campert 1997